# Podlewka
Podlewka – produkt budowlany lub element budowlany do wypełnienia lub stanowiący wypełnienie między dwoma elementami konstrukcji np. między płytą spodnią maszyny, urządzenia, turbiny, generatora, łożyska mostowego a betonowym fundamentem, na którym urządzenie jest posadowione. Dzięki swoim właściwościom takim jak: wysoka wytrzymałość na ściskanie, pęcznienie, płynna konsystencja, stałość objętości i wytrzymałości, odporność dynamiczna zapewnia długotrwałe bezawaryjne funkcjonowanie konstrukcji budowlanych. Dostępna na bazie cementu i żywic epoksydowych.